# 莫維利察鄉 (弗朗恰縣)
45°57′N 27°06′E / 45.950°N 27.100°E
莫維利察鄉（羅馬尼亞語：Comuna Movilița, Vrancea），是羅馬尼亞的鄉份，位於該國東部，由弗朗恰縣負責管轄，面積58平方公里，海拔高度227米，2002年人口4,014，人口密度每平方公里69人。